# The Float @ Marina Bay
The Float @ Marina Bay (in malese: Pentas Terapung Teluk Marina, anche conosciuto come Marina Bay Floating Platform (it. "piattaforma flottante di Marina Bay"), è uno stadio di calcio di Marina Bay, Singapore. È lo stadio calcistico galleggiante più grande al mondo, è stato la sede della prima edizione dei Giochi olimpici giovanili estivi.